# 金斯芒廷 (北卡羅萊納州)
金斯芒廷（英語：Kings Mountain）是一個位於美國北卡羅萊納州克里夫蘭縣及加斯頓縣的城市。

## 人口
根據2020年美國人口普查的數據，金斯芒廷的面積為36.19平方千米，當中陸地面積為35.65平方千米，而水域面積為0.54平方千米。當地共有人口11142人，而人口密度為每平方千米308人。